# Randers' historie
Randers' historie kan spores tilbage til i hvert fald middelalderen. Byen Randers blev grundlagt ved mundingen af Gudenåen, ved det der i dag kaldes Randers fjord. Byen har haft betydning som en handelsby gennem dens historie. Der har været flere betydelige personer i Randers' historie bl.a. Niels Ebbesen. Flere forskellige kirker og klostre blev grundlagt i byen. Ved industrialiseringen fik Randers flere forskellige fabrikker og en jernbane. Industrialiseringen medførte en stigning i indbyggertallet fra 7.338 i 1850 til 24.428 i 1916, en udvikling der fortsatte gennem mellemkrigstiden hvorved der var 32.928 indbyggere i 1940. I 2020 er indbyggertallet i Randers by på 62.482.

## Etymologi
Byens navn skrives i de ældste former som:
- Randrusium (ca.1200 Saxo og Knytlingesagaen)
- Randrosi (1230 Snorres Heimskringla)
- Rondrus, Randrøs (1231 Kong Valdemars Jordebog)
- også Randersborg og Randershusen m.fl. er navne, der gennem tiderne er forekommet.

Oprindelsen til navnet kan findes ved at dele det gamle navn Randaros i to stavelser, Rand – Aros. "Aros" (åmunding) og med tilføjelsen "Rand" (bakkekant) kan byens navn læses som "åmunding ved bakkekant".

## Historie

### Middelalderen
Navnet forekommer, så vidt vides, første gang i 2. halvdel af det 11. århundrede. Dets oprindelige form er vist nok det islandske Randarós [kilde mangler]; i Kong Valdemars Jordebog staves det "Randrøs" og "Rondrus"; andre Former er "Rand" eller "Rander"; Saxo kalder byen på latin Randrusium. År 1086 nævnes byen som samlingsplads for oprørerne mod Knud den Hellige; før den endelige kamp mellem Valdemar og Svend Grathe 1157 bliver den nævnt som mødested for Valdemars mænd; nogle år senere havde kong Valdemar et møde her med den norske høvding Erling Skakke. Under borgerkrigen mellem Erik Plovpenning og Abel skal den være blevet afbrændt 1247 af Abel; i alt fald vides, at den brændte 1244. Mest historisk bekendt i middelalderen er Randers dog ved Niels Ebbesens drab på Grev Gert natten til lørdag 1. april 1340, hvorefter han med sine folk undkom over Randers Bro (bygget mellem 1086 og 1157), hvis planker i forvejen var løsnede. Også under Valdemar Atterdag omtales byen, da jyderne rejste sig til oprør på grund af de store byrder, han pålagde dem. Et slot, som kongen lod bygge her, uvist hvor , og til hvilket materialet ifølge overleveringen skal være taget af 11 nedbrudte landsbykirker, blev indtaget 1357 af den jydske adel, og 1359 belejrede kongen den måske kort forinden befæstede by, "rettende Skyts, Bukker og Blider rundt om", men de belejrede, fortælles der, gjorde udfald og afbrændte fjendens lejr. Af høvedsmænd på det gamle Randershus nævnes Peder Laurensen (Panter) 1357, Eske Croch 1364 (antages at have været broder til Niels Ebbesen) og Fikke Moltke 1365.
Hvornår byen er blevet købstad, vides ikke. De første omtalte privilegier for Randers er givne af Erik Menved i Viborg den 8. august 1302; herved fik indbyggerne i Randers ("villa forensis") toldfrihed for de varer, de solgte i riget, uden alene på Skanør marked; tillige stadfæstede kongen 22. april 1311 de rettigheder, som indbyggerne i Randers (her kaldet "civitas") havde fået under kong Valdemar (formodentlig Valdemar Sejr), nemlig jurisdiktion i sager som drab, voldeligt overfald, ran, voldsomt husbrud og lignende, som forøves inden for byens grænseskel ("Wibols pali", det vil sige skelpæle), et privilegium, der 1321 udvidedes til, at byen i alle sager skulle have sin egen ret, med yderligere Bestemmelser om udenbys mænd. Senere er privilegierne bekræftede blandt andet i 1356 af Valdemar Atterdag, i 1391 af dronning Margrethe I, i 1436 af Erik af Pommern, i 1441 af Christoffer af Bayern, i 1483 af Kong Hans, i 1514 af Christian II og i 1527 af Frederik I, ligesom også af kongerne i nyere tid, således 28. maj 1566.
Randers har i middelalderen været en ret anselig handelsby, hvis omsætning dog vist nok for en stor del har været i hænderne på lübeckerne, om hvis herredømme der her, såvel som i andre danske byer, er flere minder; således har der midt i byen mellem Brødregade og Middelgade været en blind gyde, "Peberslip", og Trangstræde, 1465: Travnstræde, 1491: Traffuenstræde, vidner måske også om lybsk oprindelse , lige som mange ældre personnavne af tysk afstamning stammer fra den tid. Også fiskeriet i åen, der den gang har været langt betydeligere end senere, og anden næring, som ølbrygning, har været af vigtighed for dens opkomst. Flere af kongerne i middelalderen søgte også at fremme handelen. Således gav Christoffer af Bayern i 1445 bevilling på et efter hans foranstaltning med pæle indstukket sejlløb i fjorden, så at borgerne kunne have fri gennemfart såvel som pramgang oven i fjorden, og ved brev af 1457 fastsattes det, at ingen i fjorden måtte købslå, før de kom op til Randers broer, under skibs og gods’ fortabelse. Byen Ørsted i Rougsø Herred er altså allerede da ophørt med at drive handel eller er i hvert fald der efter berøvet retten dertil. At Randers har været en ret anset stad, kan også ses af, at den, om end periodisk, har været møntsted, således under Erik Ejegod, i perioden 1147-57 og under Erik af Pommern, og at den har haft 3 klostre og flere sognekirker og gilder.
Ældst var Vor Frue Kloster for nonner af Benediktinerordenen; det forekommer første gang i midten af det 12. århundrede, da der nævnes en nonne Thorgun, men i øvrigt kendes meget lidt til dets historie. I 1263 og 1268 betænktes det i testamenter. I spidsen for klosteret stod vist nok en priorisse samt en prior, hvis indsættelse et bytingsvidne af 1424 siger tilkom kongen. Klosteret blev ophævet længe før Reformationen. Allerede i begyndelsen af det 15. århundrede var det i tilbagegang, bygningerne i forfald og nonnerne få. På Erik af Pommerns anmodning overdrog derfor Aarhusbispen Ulrik i 1428 klosteret (undtagen Kirken, Vor Frue Kirke, der blev sognekirke i Randers) til Karteuserordenens munke, som heraf og af det ligeledes forfaldne Glenstrup Kloster skulle indrette sig en ordensstiftelse i Tjærby i Gimming Sogn, Støvring Herred. Fra 1431 haves en supplik fra kong Erik med pavelig resolution om de to klostres omdannelse til Karteuserbo. Noget Karteuserkloster blev dog aldrig grundlagt; derimod var de to klostre 1445 i Birgittinerordenens eje; 4. januar 1446 udstedte paven en bulle om deres overgang til Birgittinerordenen, og 1451 på ny en bulle om, at Glenstrup og Vor Frue Kloster i Randers måtte henlægges til Mariager Kloster; dermed var de to klostre ophævede for stedse . Snart efter blev vist nok Vor Frue Klosters bygninger nedbrudte; de lå ved rådhustorvet. Kirken blev som nævnt sognekirke. Den 7. juni 1529 fik borgerne efter anmodning kongelig tilladelse til at nedbryde den, og i 1537 var den vist nok forsvundet.
Et Gråbrødrekloster blev stiftet 1236. I testamenter vides det af og til at være blevet betænkt, blandt andet i 1263, 1268, 1456, 1509 og 1514; desuden fik det efterhånden noget jordegods, således 1443 en eng ved Essenbæk Klosters hestehave og 1455 en jord i Randers Sankt Peders Sogn. År 1467 forpligtede guardianen sig til "i den nye Kirke paa den nørre Side ved Koret" at opføre et kapel, hvor der skulle holdes 3 ugentlige messer og en årlig begængelse for Anders Jacobsen Björn til Stenalt og hustru. I 1472 stiftede Otte Nielsen Rosenkrantz og hustru (begge begravede i klosterkirken) et andet kapel, og i 1497 optoges medlemmerne af Sankt Barbara Gildet i ordenens broderskab. Af Klosterets guardianer vides et par at have været provincialministre. I 1503 blev konventet bragt til observans. Klosteret ophævedes i 1530 og skænkedes af kongen med alt tilbehør til rigshofmester Mogens Gøye, der dog allerede samme år overlod kirken til borgerne og den lutherske præst Mattis Lang. Efter Mogens Gøyes død 1544 kom klosteret tilbage til Kronen og omdannedes til Dronningborg Slot.
Yngst var Helligåndsklosteret. Oprindelig var det kun en borgerlig hospitalsstiftelse som de små helliggeisthuse, der fandtes i adskillige købstæder. Det nævnes første gang i 1417, men er vist nok en del ældre (en Peder Nielsen Galde, nævnt 1400 som "Forstander i Randers", har muligvis hørt hjemme her). Til hospitalet var der som sædvanlig knyttet et lille helligåndskapel. Skønt stiftelsen flere gange støttedes med afladsbreve og af omegnens adel med gaver af jordegods, vedblev den sikkert at være ringe, indtil den senest 1489 omdannedes til et hospitalskloster med Helligåndsklosteret i Rom som moderstiftelse. Så kom især under dets to første priorer, Jens Mathiesen og Laurids Nielsen, dets glansperiode. Kong Hans skænkede klosteret Sankt Mortens Kirke i Randers mod, at der her skulle holdes en ugentlig messe for hans og hans slægtninges sjæle, og fra nu af blev Sankt Mortens Kirke klosterets egentlige kirke, om den end ved siden af synes vedblivende at have været sognekirke. ved denne anledning undergik den en hel ombygning. Blandt de gaver, klosteret modtog omkring 1500, nævnes følgende: i 1496 skænkede sognepræsten i Gimming det en fiskegård med mere ved Randers Bro, og samme år fik det af Axel Lagesen Brock til Clausholm nogle gårde i Hammelev og Laen samt en fiskegård. År 1500 gav Jens Nielsen (Munk) til Restrup det noget gods i Lyngaa, i 1510 Tyge Jensen Seefeld af Dalsgård en gård i Troelstrup, Rinds Herred, og 1515 Aarhuskanniken Jens Eriksen en gård i Voldby, Gjern Herred. I og ved Randers fik det desuden flere abildgårde, haver og jorder, "Priorgaarden" med mere. 1250 [?] omtales, at det havde 3 kalkovne ved Mariager Fjord. Reformationsrøret og andet gjorde dog ende på denne stortid, og den sidste halve snes år af klostrets beståen var en fortsat nedgang. Da Christian II i 1522 forlangte en stor skatteydelse af gejstligheden, erklærede klosteret, at det havde en gæld på 3.000 mark. I 1527 måtte det sælge flere ejendomme, deriblandt det nævnte helligåndskapel, der efter reformen ved 1489 vist var blevet overflødigt. Frederik I lod i 1530 foretage de første skridt til dets ophævelse som kloster, og 1532 var det som almindeligt fattig- og sygehus underlagt verdslig øvrighed, idet forstanderen da forpligtedes til at gøre Mogens Gøye og borgmester og råd i Randers regnskab vedrørende lemmernes underhold. Endelig ophævedes det helt i 1541, og dets gods overdroges Aarhus Hospital, hvortil også lemmerne førtes; men noget af godset blev atter frataget Aarhushospitalet, da det nye hospital i Randers stiftedes 1558. Helligåndsklosteret har ligget noget nord for Sankt Mortens Kirke. Hvornår bygningerne er blevet nedrevne, vides ikke, mulig omkring 1550. Desuden hørte til Randers i middelalderen en Sankt Jørgensgård for spedalske (i Vorup Son, Galten Herred).
Foruden Sankt Mortens Kirke, Vor Frue Kirke og Gråbrødrekirken havde Randers i middelalderen endnu 3 kirker. På Rådhustorvets nordside lå Sankt Peders Kirke, opført i den tidligere middelalder af kampesten og mursten, med to eller tre skibe og et vist nok senere tilbygget tårn (nævnt 1455); af den sidste katolske Aarhusbisp Ove Bille blev den overladt borgerne i Randers, stadfæstet af Christian III i 1535; den er vist nok snart efter blevet nedbrudt, men tårnet, som byen brugte som klokketårn, og som 1687 fik et nyt spir, stod indtil 1795. Mellem Middelgade og Brødregades sydlige del lå Sankt Clemens Kirke (nævnt 1403); 1532 fik Henning Baltersen præsentats på kirken, men 24. oktober 1540 tillod kongen borgerne i Randers "at nedbryde den og Kirkegaarden og dermed bygge og holde de andre to Sognekirker ved Magt", idet tårnet skulle blive stående (ved byens brand i 1671 ødelagdes spiret, hvorefter tårnet forfaldt og nedbrødes mellem 1724 og 1736). På Sankt Laurentii Bakke lå Sankt Laurentii Kirke (nævnt 1483). Samtidig med Sankt Peders Kirke overlod Ove Bille den til borgerne, kongelig stadfæstelse 1535, men allerede 7. juni 1529 havde Kongen givet sin tilladelse til, at den måtte nedbrydes og sognefolket søge Helligåndskirken; kort efter er den sikkert forsvunden.
Af gilder omtales et Sankt Barbara Gilde, der havde medlemmer af begge Køn, et Sankt Knuds Gilde, et Hellig Kors Lav, hvis daglige messe holdtes i Gråbrødre Klosterkirke, et Sankt Katharinæ Gilde (det "store Præstegilde"), Frue Præstegilde de compassione (det "lille Præstegilde". Ved siden af disse gejstlige gilder var der et mere verdsligt, Guds Legems Lav eller Købsvendenes Lav, hvis broderskab for det meste bestod af kræmmere og købmænd og deres hustruer, og hvis gildeskrå er fra 1417.
Byen blev ramt af en brand før 1527 og igen i 1530, hvilken lagde Randers i aske stort set med undtagelse af de grundmurede kirker og klostre.
Randers tog ivrig del i reformationsrøret. Som den nye læres første forkyndere i Randers nævnes Henning Baltersen (død 1552), Niels Christensen, vist nok før Munk i Randers Gråbrødrekloster, der blev den første evangeliske præst ved Sankt Mortens Kirke (død 1566), og Mattis Lang (død 1557), der blev præst ved Gråbrødre Kirke og virkede her, indtil han 1537 blev bisp i Aarhus . I Grevens Fejde stod byen på Christian III’s side. Efter Slaget ved Svenstrup flygtede de slagne adelsmænd til Randers, der ifølge ordre af 20. oktober 1534 skulle befæstes, og Skipper Klement fulgte snart efter og slog lejr nord for byen på Flintebjerg, men adelsmændene sammen med borgerne forsvarede sig så tappert, at han ikke kunne indtage den, og da vendelboerne "sloge sig fulde i Randers Burøl", led de nederlag. Året efter gav Christian III byen et beskærmelsesbrev mod vendelboerne, der havde truet med at hævne dette nederlag, og berømmede borgerne for deres kongetroskab.

### Renæssancen
At byen har været befæstet i middelalderen, er sikkert, men i øvrigt vides intet om denne befæstnings beliggenhed eller, om det af Valdemar Atterdag byggede slot har dannet et led i den. Derimod ved man, at byen fik en af Christian III anlagt befæstning i 1. halvdel af det 16. århundrede. Den har bestået i en grav, der i en halvkreds strakte sig om byens nordlige del fra Vesterport over Nørreport til Østerport, og inden for graven var der atter dels en vold mod vest, dels en mur mod øst. Der var ingen befæstning mod sydsiden, hvor Sønderport (Sønderbroport) førte ud af byen; her dannede åen tilstrækkeligt værn. Befæstningen blev ikke længe holdt ved lige; allerede 1587 omtales muren som forfalden, i krigene i det 17. årh., da Randers var besat af fjenden, ses den ikke at have haft nogen betydning, og 1687 siges byen endog udtrykkelig ikke at være nogen fæstning, om end gravene endnu var til.
Christian III holdt herredag i byen i 1537, Frederik II ligeledes 17. maj 1573.
Både 2. halvdel af det 16. og 1. halvdel af det 17. århundrede var en storhedstid for byen, da den under landets almindelige fremvækst tog et stort opsving, især ved handel og søfart. Driftige købmænd skabte store formuer og bragte glans over deres by.
I begyndelsen af den nyere tid fik Randers også sit kongelige slot, nemlig det omdannede Gråbrødrekloster, der fra 1544 kaldtes "Randersgaard" eller "Vor Gaard i Randers", men fra omkring 1550 Dronningborg. Klosterkirken blev slotskirke, foruden at den vedblev at være bykirke. Christian III opholdt sig oftere på slottet, således i vinteren 1551-52, da han her udstedte den Dronningborgske Reces, og efteråret i 1558; i øvrigt boede lensmændene over Dronningborg Len her. Slottet var 1559-71 som livgeding tillagt dronning Dorothea, efter hvis død det atter kom til Kronen. I foråret 1573 holdt Frederik II hus her; senere gæstedes det sjældnere af kongerne. Blandt lensmændene nævnes Eske Brock (død 1625). I Torstenssonkrigen 1644-45 huserede de svenske slemt her, som det blandt andet fremgår af en synsforretning fra 28. november 1645 , og i Karl Gustav-krigene 1657-60 har slottet sikkert også lidt skade.
Ved omdannelsen fra kloster til slot blev der foretaget flere byggeforetagender, om hvilke man hører tale navnlig i begyndelsen af 1550-erne. Kronens bønder i Middelsom og Sønderlyng Herreder fik 1551 ordre til med heste og vogne og 2 arbejdere hver at arbejde i 2 dage på egen kost ved slottet. I 1552 ses, at kongen i Bohus Len har forskrevet tømmer til slottet, og samme år befalede han Vorup Kirke nedbrudt og materialerne anvendte til bygningen. I 1552 og følgende år arbejdedes der på en grøft til slotsmøllen, som kongen lod opføre, og for at få yderligere materiale fik lensmanden i 1553 lov til at nedlægge kirkerne i Bjergby (Støvring Herred), Erslev (Galten) og Vester Alling og Skjørring (Sønderhald); kun de to første blev dog nedbrudte. Desuden benyttedes materiale fra det omkring 1550 afbrudte Tordrup Slot (Galten Herred). Om slottet haves oplysninger, dels fra synsforretninger, blandt andet fra 1626, 1629, 1645, 1646, 1647, 1648, 1650 og 1662, dels fra et kort hos Resen. Som en forhenværende klosterbygning bestod det af 4 fløje. Hovedfløjen, den sydlige, var "af Grund opmuret og 3 Loft høj"; i vestre ende var kongens sal, i øvrigt indeholdt fløjen dronningens sal, fruerstue, to borgestuer, slotsfogdens kammer, smørkælder, saltkælder med mere; på fløjens nordside var et eller to små trappetårne; på sydsiden var der en mindre udbygning, også i 3 stokværk, blandt andet med skriverstue. Vestfløjen var delvis nedbrudt i 1646 ("synes at have været 19 Fag Hus, muret af Grund, 4 Loft høj, og har tilforn været kaldt Kongens Kancelli"); det er vist nok en rest af fløjens østmur, der hos Resen mod vest lukker for borggården. I østfløjen (1647: "hvor Lensmanden plejer at holde Hus") var der mod syd en over- og en neder fruerstue og der under to hvælvede kældere; i øvrigt var der køkken, bryggers med mere samt i nordenden en stald (1646: før et stort bryggers); lofterne brugtes en tid til korn. Nordfløjen udgjordes af slotskirken, der bestod af skib og kor, med hvælvinger, og et tårn på nordsiden; under kirken var en hvælvet kælder. Fra østfløjen førte en bro over den gamle bygrav. Slotsmøllen, der blev nedlagt ved kongelig konfirmation af 9. marts 1649, lå øst for slottet, og hvor den senere slotsgård (på dennes port stod endnu 1839: Chr. IV 1631) lå, lå staldgården og smedjen. Til slottet hørte flere haver, en ladegård Bjellerup (i Sankt Mortens Landdistrikt) med mere (der er nu intet tilbage af slottet).
Omkring 1650 lod borgmester Jesper Lauritzen på Kirkebakken opføre et kapel (ødelagt i 1718, men genopført), hvori han stiftede en lørdagsprædiken, som varede til 1730, hvorefter bygningen brugtes til at holde ligprædiken i, indtil den solgtes i 1771.
I 1602 bortrev pesten mange mennesker, og under krigen i 1627 blev byen indtaget af de kejserlige tropper, som det synes uden modstand (befæstningen var vel da allerede i forfald). I 1644 besatte den svenske general Helm. Wrangel Flintebjærg; han havde sit Hovedkvarter i Randers og lod fæstningsværkerne udbedre, og også i krigen 1657-1660 var byen besat af fjenden.

### Under enevælden
Efter 1660 solgtes slottet med gods og kirker til Peter v. Spreckelsen fra Hamborg (adlet 1682), efter hvis barnløse død 1706 det gik over til søstersønnen Jobst v. Overbeck, død 1710, hvorpå det som arveløst gods faldt til kongen, som lagde det ind under ryttergodset, men ved auktion 22. oktober 1721 solgte det med alt tilliggende til Peder Thomassen Bering. Slottets bygninger blev nu nedrevne (ved plakat af 13. oktober 1721 anbefalede kongen, at Slottet skulle nedbrydes tillige med staldgården og al den grund, som samme står på med tilhørende gårdsplads samt frugt- og lysthave). Materialet herfra blev til dels anvendt til de to nye fløje på Clausholm. Slotskirken var allerede nedlagt i 1698 og menigheden henvist til Sankt Mortens Kirke. Efter Berings død blev godset solgt ved en auktion i 1740, da justitsråd H. Folsach købte det meste. Ryttergodset, hvis hovedgårdstakst var 135, bøndergods, skov- og mølleskyld 2.230 og tiender 45 tønder hartkorn, solgtes ved auktion 1765, da de fleste af beboerne købte deres gårde. En del af hovedgårdstaksten og godset købtes af etatsråd D. Kirketerp, som opbyggede en gård, "Dronningborg", noget nord for Randers. Slotsgrunden, som var unddraget købstadens jurisdiktion, indlemmedes først i byen ved reskript af 13. oktober 1819.
Efter midten af det 17. århundrede kom der en alvorlig nedgangsperiode. Krigen 1657-60 gjorde sit; dertil kom, at mange af byens rige familier efter 1660 købte godser og drog deres formuer fra byen, men mest har en voldsom brand i 1671 skadet byen. I 1672 havde den 2.036 indbyggere. Som vidnesbyrd om dens tilbagegang kan nævnes, at den i forordningen af 28. januar 1682 ikke var blandt de byer, hvem det var tilladt at drive handel med udlandet, en bestemmelse, der dog allerede blev modificeret ved reskript af 16. august 1687 og ophævet den 6. marts 1689. Denne nedgang varede til langt op i det 18. århundrede, da der atter kom nogen fremgang, særlig på grund af gunstigere handelsforhold under den Nordamerikanske Frihedskrig og følgende år. Sejladsen på fjorden blev forbedret, og der byggedes større skibe, der sejlede på Frankrig, Spanien og Vestindien. Der kom atter velstand til byen, og dens folkemængde tog stærkt til. I 1769 havde byen 2.718 indbyggere. Vel satte Englandskrigen 1807-14, hvorunder i 1808 byen en tid havde indkvartering af 2 spanske rytterregimenter, og kort efter blev den depot for engelske krigsfanger, og de følgende trange år efter krigen den noget tilbage, men den genvandt det snart.

### Den tidlige industrialisering
Randers havde omkring 1900 årlig følgende markeder: 2 dage i januar, 3 dage i februar og 3 dage i marts med heste, 1 dag i maj med kreaturer, 2 dage i juni med uld, 2 dage i juli med heste, 2 dage i september med heste, kvæg og får, 1 dag i september med kvæg, får og heste, 1 dag i oktober med kvæg, får og uld, 1 dag i november med kvæg og får og 1 dag i december med heste og kvæg. Torvedag var hver onsdag og lørdag.
Af fabrikker og industrielle anlæg havde byen omkring midten af 1800-tallet: 25 brændevinsbrænderier (deraf 14 dampbrænderier), 7 tobaks- og cigarfabrikker, 1 cikoriefabrik, 2 jernstøberier, 2 handskefabrikker, 5 bomuldstøjsfabrikker, 1 sæbesyderi, 2 kalkbrænderier, 1 rebslageri, 1 skibsbyggeri, flere ølbryggerier, 2 bogtrykkerier. Af fabrikker og industrier havde byen i 1872: 13 brændevinsbrænderier, 1 jernbanevognfabrik, 1 damp-, sav- og høvleværk, 2 maskinfabrikker, 1 cikoriefabrik, 1 saltraffinaderi, 2 spritfabrikker, 2 jernstøberier, 2 dampvæverier og -spinderier, 4 bomuldsvæverier, 5 tobaks- og cigarfabrikker, 1 tændstikfabrik, 3 kartefabrikker, 1 dropsfabrik, 3 handskefabrikker, 1 mineralvandsfabrik, 7 farverier, 5 garverier, 1 alungarveri, 1 teglværk, 2 kalkbrænderier, 2 skinsbyggerier, 1 vægtfabrik, 1 fabrik for kunstigt smør, 1 sæbefabrik og lysestøberi, 1 savskæreri, maskinhøvleri og tagspånfremstilling, flere ølbryggerier.
Af fabrikker og industrielle anlæg havde byen omkring århundredeskiftet et meget stort antal: Fabrikken „Scandia“ for tilvirkning af jernbane- og sporvognsmateriel, som år 1900 beskæftigede i gennemsnit 376 mand, endvidere Buchtrups Maskinfabrik, Smiths Jærnstøberi og Maskinfabrik, Randers ny Jærnstøberi. K. Sørensens Jærnstøberi og Maskinfabrik, Jærnstøberiet og Maskinfabrikken „Strømmen“ (i Strømmen); Maskinfabrikken „Pasteur“, med kobbersmedie og blikkenslageri, Randers Dørgrebsfabrik og Metalstøberi. Henriksens Vægtfabrik, Randers Trævarefabrikker, Juuls Dampsnedkeri, Save- og Høvleværk, Randers Dampsnedkeri og Listefabrik, Brødr. Steenbergs Damp-Saveværk, Justesens Stolefabrik; Junckers Klædefabrik, Randers Linnedvarefabrikker, Randers Rebslaaeri, Randers Handskefabrik, 1 dampgarderobefarveri og kemisk tøjrensningsanstalt, desuden 4 Farverier, bryggeriet „Thor“, Aktiebryggeriet Hejmdal, bryggeriet „Strømmen“, Randers Spritfabrikker (der hørte ind under „De danske Spritfabrikker“), Randers Dampbrænderi, Randers Svineslagteri, Randers Andels-Svineslagteri (i Strømmen), 2 tobaksfabrikker (Thostrups og Terchilsens), Bagernes Rugbrødsfabrik, hvormed er forbunden en dampbadeanstalt på Nordregrave, tændstikfabrikken „Merkur“ (nu kaldet „De nord. Tændstikfabrikker“), Randers Korkvarefabrik, glødenætsfabrikken „Phønix“ Aktieselsk., Heerfordts Sæbefabrikker og Lysestøberi, Sabroes Bitterfabrik, 1 rørvævsfabrik 4 mineralvandsfabrikker, Randers Dampvadskeri, Buemans keramiske Fabrik, Randers Cementvarefabrik, teglværket „Lille Bjellerup“, 1 kalkbrænderi (i Strømmen), Randers Margarinefabrik; 2 garverier (heraf det ene i Strømmen), 1 bådebyggeri, desuden 5 bogtrykkerier.
I Randers blev udgivet 4 aviser: "Randers Amtsavis", "Randers Dagblad", "Randers Venstreblad" og "Randers Arbejderblad" ("Hobro", "Grenaa" og "Æbeltoft Dagblade" samt "Hadsten Folketidende" blev også trykt i Randers).
Randers befolkning var stigende i slutningen af 1800-tallet og begyndelsen af 1900-tallet: 7.338 i 1850, 8.844 i 1855, 9.725 i 1860, 11.354 i 1870, 13.457 i 1880, 16.617 i 1890, 20.057 i 1901, 20.963 i 1906 og 22.970 i 1911.
Efter næringsveje fordeltes folkemængden 1890 i følgende grupper, omfattende både forsørgere og forsørgede: 1.833 levede af immateriel virksomhed, 6.363 af håndværk og industri, 3.228 af handel, 447 af jordbrug, 171 af gartneri, 219 af søfart, 39 af fiskeri, 3.364 af forskellig daglejervirksomhed, 636 af deres Midler, 299 nød almisse, og 18 var i Fængsel. Ifølge en opgørelse i 1906 var indbyggertallet 20.963, heraf ernærede 1.578 sig ved immateriel virksomhed, 750 ved landbrug, skovbrug og mejeridrift, 58 ved fiskeri, 11.020 ved håndværk og industri, 3.873 ved handel med mere, 1.624 ved samfærdsel, 843 var aftægtsfolk, 687 levede af offentlig understøttelse og 530 af anden eller uangiven virksomhed. Ved siden af håndværk og industri, der tog et betydeligt opsving i disse år, må nævnes handel og søfart som byens hovederhverv. Større skibe kunne gå op til byens havn, og Randers var den eneste købstad i landet, der lå ved et vandløb, op ad hvilket der var nogen trafik af betydning, idet der på Gudenåen indtil Silkeborg var pramsejlads med fladbundede "kåge", der især førte brænde, tørv og mursten. Pramfarten svandt dog hurtigt ind i slutningen af det 19. århundrede på grund af jernbaneanlæggene.

### Mellemkrigstiden
Gennem mellemkrigstiden var Randers indbyggertal voksende: i 1916 24.428, i 1921 26.495, i 1925 26.857, i 1930 27.722, i 1935 30.254, i 1940 32.928 indbyggere. Randers havde allerede udbviklet sin første forstad, Strømmen, i midten af 1800-tallet, og denne forstadsudvikling forstærkedes med nye forstadsdannelser.
| År                                                 | 1916   | 1921   | 1925   | 1930   | 1935   | 1940   |
| -------------------------------------------------- | ------ | ------ | ------ | ------ | ------ | ------ |
| Randers købstad                                    | 24.428 | 26.495 | 26.857 | 27.722 | 30.254 | 32.928 |
| Strømmen i Kristrup Sogn                           | 1.040  | 1.078  | 477    | 425    | 379    | 332    |
| Kristrupvej og Aarhusvej i Kristrup Sogn           |        |        | 739    | 924    | 1.236  | 1.329  |
| Kristrup by i Kristrup Sogn                        | 926    | 979    | 890    | 974    | 1.027  | 960    |
| Strømmen i Vorup Sogn                              | 577    | 503    | 406    | 510    | 417    | 3.960  |
| Frederiksberg i Vorup Sogn                         | 532    | 726    | 1.435  | 1.717  | 1.477  | *      |
| Vorup by og kær i Vorup Sogn                       | 246    | 239    | 925    | 1.074  | 1.695  | *      |
| Dronningborg, Bjellerup mm i Dronningborg Landsogn | 846    | 1.033  | 1.172  | 1.282  | 1.694  | 1.860  |
| Neder Hornbæk i Hornbæk Sogn, Viborg Amt           | -      | -      | 283    | 419    | 496    | 536    |
| Randers med forstæder                              | 27.669 | 31.053 | 33.184 | 35.047 | 38.675 | 41.905 |

- 1940: Vorup Kommune som helhed regnet som forstad

Ved folketællingen i 1930 havde Randers 27.722 indbyggere, heraf ernærede 2.163 sig ved immateriel virksomhed, 11.758 ved håndværk og industri, 4.918 ved handel mm, 2.652 ved samfærdsel, 697 ved landbrug, skovbrug og fiskeri, 2.169 ved husgerning, 2.932 var ude af erhverv og 433 havde ikke oplyst indkomstkilde.
| Næringsveje                                 | Landbrug m.v. | Håndværk, industri | Handel og omsætning | Transport | Immateriel virksomhed | Hus- gerning | Ude af erhverv | Uangivet | I alt  |
| ------------------------------------------- | ------------- | ------------------ | ------------------- | --------- | --------------------- | ------------ | -------------- | -------- | ------ |
| Randers købstad                             | 697           | 11.758             | 4.918               | 2.652     | 2.163                 | 2.169        | 2.932          | 433      | 27.722 |
| Strømmen i Kristrup Kommune                 | 3             | 206                | 90                  | 47        | 16                    | 35           | 25             | 3        | 425    |
| Kristrupvej og Aarhusvej i Kristrup Kommune | 26            | 489                | 133                 | 66        | 68                    | 70           | 65             | 7        | 924    |
| Kristrup by i Kristrup Kommune              | 165           | 451                | 71                  | 52        | 24                    | 67           | 137            | 7        | 974    |
| Frederiksberg i Vorup Kommune               | 86            | 912                | 224                 | 125       | 70                    | 108          | 162            | 30       | 1.717  |
| Strømmen i Vorup Kommune                    | 2             | 250                | 90                  | 17        | 32                    | 52           | 65             | 2        | 510    |
| Vorup by i Vorup Kommune                    | 40            | 355                | 70                  | 41        | 8                     | 42           | 57             | 11       | 624    |
| Vorupkær i Vorup Kommune                    | 29            | 224                | 92                  | 24        | 10                    | 24           | 41             | 6        | 450    |
| Dronningborg Landsogn                       | 129           | 716                | 161                 | 62        | 41                    | 83           | 86             | 4        | 1.282  |
| Randers med forstæder                       | 1.767         | 15.361             | 5.849               | 3.086     | 2.432                 | 2.650        | 3.570          | 503      | 34.628 |

### Efterkrigstiden
Efter 2. verdenskrig fortsatte randers sin befolkningsvækst. I 1945 boede der 36.434 indbyggere i købstaden, i 1950 40.098 indbyggere, i 1955 41.720 indbyggere, i 1960 42.238 indbyggere og i 1965 42.923 indbyggere. Samtidig skete der en yderligere vækst i forstadsbebyggelserne i Kristrup, Vorup, Dronningborg og Hornbæk-Tånum Kommuner.
| År                          | 1945   | 1950   | 1955   | 1960   | 1965   |
| --------------------------- | ------ | ------ | ------ | ------ | ------ |
| Randers købstad             | 36.434 | 40.098 | 41.720 | 42.238 | 42.923 |
| Strømmen i Kristrup Kommune | 328    | 3.230  | 3.718  | 3.955  | 4.623  |
| Kristrupvej og Aarhusvej    | 1.478  | *      | *      | *      | *      |
| Kristrup by                 | 1.001  | *      | *      | *      | *      |
| Vorup Kommune               | 3.912  | 4.478  | 4.978  | 5.214  | 5.749  |
| Dronningborg Kommune        | 1.969  | 2.112  | 2.294  | 2.746  | 3.279  |
| Neder Hornbæk               | 573    | 557    | 604    | 627    | 744    |
| Randers med forstæder       | 45.695 | 50.475 | 53.314 | 54.780 | 57.318 |

- hele Kristrup Kommune regnet som forstad